# Утвенко Олександр Іванович
Олександр Іванович Утвенко  (12 грудня 1905 с. Дивин, Київська губернія, нині Брусилівський район, Житомирська область — 20 серпня 1963, Москва) — радянський військовий діяч, генерал-лейтенант (17 січня 1944 р.).

## Початкова біографія
Олександр Іванович Утвенко народився 12 рудня 1905 року в селі Дивин Радомисльського повіту Київської губернії, нині в Брусилівського району Житомирської області.

## Військова служба

### Громадянська війна
З 1921 по 1922 рр. працював оперативним співробітником по боротьбі з бандитизмом ОГПУ в місті Радомишлі Київської губернії, однак за станом здоров'я звільнився і відбув на батьківщину в село Дивин.

### Міжвоєнне час
2 жовтня 1924 р. Утвенко по відрядженні комсомолу був призваний до лав РККА і направлений на навчання в Харківську школу червоних старшин ім. ВУЦВК, після закінчення якої в жовтні 1927 р. був спрямований в 136-й стрілецький полк 46-ї стрілецької дивізії, (Уральський військовий округ), де служив на посадах командира кулеметного взводу, взводу полкової школи, командиром і політруком кулеметної роти, командиром і політруком навчального батальйону, командиром стрілецького батальйону.
У серпні 1938 р. Утвенко був звільнений в запас за ст. 43, п. «А», проте в грудні того ж року відновлений в кадрах РККА, після чого призначений на посаду помічника командира по стройовій частині 56-го стрілецького полку 19-ї стрілецької дивізії (Орловський військовий округ), а в липні 1939 р. — на посаді командира 315-го стрілецького полку цієї ж дивізії.

### Німецько-совєцька війна
З початком війни перебував на колишній посаді.
У липні 1941 р. був призначений на посаду командира 19-ї стрілецької дивізії, яка брала участь в бойових діях в ході Смоленської битви і Єльнинської наступальної операції. За вмілі дії під містом Єльня майору Олександру Івановичу Утвенко було достроково присвоєно військове звання полковник. У першій половині жовтня в ході В'яземської операції дивізія під командуванням Утвенко під час важких оборонних бойових дій на захід від В'язми в районі міста Дорогобуж протягом шести діб перебувала в оточенні, а потім з боями пробилася до своїх військ в смузі 5-ї армії в районі Можайська. 9 листопада дивізія увійшла до складу 43-й армії, після чого брала участь в ході бойових дій під час контрнаступу під Москвою на нарофоминському напрямку. 17 грудня Утвенко був важко поранений в бою, після чого перебував на лікуванні в госпіталі Ташкента.
Після одужання з кінця березня значодився у розпорядженні Головного управління кадрів НКО СРСР з прикомандируванням до стрілецько-тактичного курсу «Постріл».
10 травня 1942 р. був призначений на посаду командира 274-ї стрілецької дивізії, яка була сформована на базі 30-ї окремої стрілецької бригади у Високовську Московської зони оборони, (Московська область). За сформування дивізії 11 липня здав її полковнику Мельникову В. П., після чого Утвенко 15 серпня призначений на посаду командира 33-ї гвардійської стрілецької дивізії, яка 3 вересня зайняла оборону в 12 кілометрах на захід від Сталінграда, після чого вела Сталінградську битву. 22 вересня дивізія була виведена на переформування в Приволзький військовий округ.
15 грудня дивізія була включена до складу 1-го гвардійського стрілецького корпусу і після маршу на рубежі річки Мишкова брала участь в оборонних бойових діях від удару супротивника з метою деблокування оточеної угруповання. Незабаром під час наступу на Ростов-на-Дону в лютому 1943 р. дивізія брала участь у визволенні Новочеркаська. За вмілу організацію бойових дій Утвенко був нагороджений орденом Суворова 2 ступеня.

17 квітня був призначений на посаду командира 31-го гвардійського стрілецького корпусу, який брав участь в бойових діях в ході Донбаської наступальної операції], а також у визволенні міст Сніжне, Орджонікідзе, Гуляйполе і Орєхове. За успішні дії в звільненні Донбасу 17 січня 1944 р Утвенко було присвоєно військове звання генерал-лейтенанта.
З лютого 1944 р. знаходився на лікуванні і після одужання в травні того ж року був направлений на навчання на прискорений курс при Вищій військовій академії імені К. Є. Ворошилова, після закінчення якого в березні 1945 р. був призначений на посаду командира 38-го гвардійського стрілецького корпусу, який брав участь в бойових діях в ході Віденської і Празької наступальних операцій, а також у визволенні міст Папа, Відень, Санкт-Пельтен і Знайомі. За успішне керівництво бойовими діями генерал-лейтенант Утвенко був нагороджений орденом Богдана Хмельницького 2 ступеня.

### Післявоєнна кар'єра
Після закінчення війни перебував на колишній посаді. Корпус дислокувався спочатку в Центральній групі військ, а з лютого 1946 р. — в Московський військовий округ. У липні того ж року корпус був перетворений в 38-й гвардійський повітряно-десантний.
10 травня 1947 р. був направлений на навчання на вищі академічні курси при Вищій військовій академії імені К. Є. Ворошилова, які закінчив  19 травня 1948 р., після чого був призначений на посаду командира 65-го стрілецького Ковенського Червонопрапорного корпусу (Приморський військовий округ).
З червня 1951 р. знаходився у розпорядженні Головного управління кадрів Радянської армії і в серпні того ж року був призначений на посаду начальника курсу Військової академії імені М. В. Фрунзе, а в травні 1952 р. — на посаду начальника факультету цій же академії.
Генерал-лейтенант Олександр Іванович Утвенко 29 травня 1954 р. був звільнений в запас.
Помер 20 серпня 1963 р. в Москві. Похований на Головинскому кладовищі.

## Нагороди
- Орден Леніна;
- Три ордена Червоного Прапора;
- Орден Суворова 2 ступеня;
- Орден Кутузова 2 ступеня;
- Орден Богдана Хмельницького 2 ступеня;
- Орден Червоної Зірки;
- Медалі.